# Campionato italiano speed di arrampicata
Il Campionato italiano speed di arrampicata è una competizione nazionale di arrampicata a cadenza annuale organizzata dalla Federazione Arrampicata Sportiva Italiana (FASI). La prima edizione si svolse nell'anno 2000, dal 2007 sulla struttura ufficiale IFSC internazionale. 
Gli altri due Campionati italiani di specialità dell'arrampicata sono:
- il Campionato italiano lead di arrampicata
- il Campionato italiano boulder di arrampicata

## Edizioni
| Ed. | Anno | Luogo               | Data           | Note   |
| --- | ---- | ------------------- | -------------- | ------ |
| 1   | 2000 | Torino              | 24 novembre    |        |
| 2   | 2001 | Sesto               | 28 ottobre     | [ 1 ]  |
| 3   | 2002 | Aprica              | 5 ottobre      |        |
| 4   | 2003 | Penne               | 8 - 9 novembre | [ 2 ]  |
| 5   | 2004 | Aprica              | 9 - 10 ottobre | [ 3 ]  |
| 6   | 2005 | Valdagno            | 5 novembre     |        |
| 7   | 2006 | Premana             | 9 dicembre     |        |
| 8   | 2007 | Valdagno            | 27 ottobre     | [ 4 ]  |
| 9   | 2008 | Valdagno            | 11 ottobre     |        |
| 10  | 2009 | Valdagno            | 19 dicembre    |        |
| 11  | 2010 | Torino              | 18 dicembre    | [ 5 ]  |
| 12  | 2011 | Modena              | 31 ottobre     | [ 6 ]  |
| 13  | 2012 | Arco                | 22 settembre   | [ 7 ]  |
| 14  | 2013 | Torino              | 25 ottobre     | [ 8 ]  |
| 15  | 2014 | Arco                | 4 ottobre      | [ 9 ]  |
| 16  | 2015 | Bolzano             | 19 settembre   | [ 10 ] |
| 17  | 2016 | Bolzano             | 24 settembre   | [ 11 ] |
| 18  | 2017 | Modena              | 31 ottobre     | [ 6 ]  |
| 19  | 2018 | Campitello di Fassa | 19 Maggio      | [ 12 ] |
| 20  | 2019 | Mezzolombardo       | 25 ottobre     | [ 13 ] |
| 21  | 2020 | Mezzolombardo       | 4 ottobre      | [ 14 ] |
| 22  | 2021 | Mezzolombardo       | 25 settembre   | [ 15 ] |
| 23  | 2022 | Arco                | 16 Ottobre     | [ 15 ] |
| 24  | 2023 | Mezzolombardo       | 7 Ottobre      | [ 16 ] |
| 25  | 2024 | Reggio Emilia       | 16 Giugno      |        |

## Albo d'oro dal 2007

### Uomini
| Anno | Oro                 | Argento            | Bronzo             |
| ---- | ------------------- | ------------------ | ------------------ |
| 2007 | Lucas Preti         | Matthias Schmidl   | Luca Giupponi      |
| 2008 | Lucas Preti         | Stefano Ghisolfi   | Alessandro Boulos  |
| 2009 | Michel Sirotti      | Alessandro Boulos  | Leonardo Gontero   |
| 2010 | Stefano Ghisolfi    | Leonardo Gontero   | Michel Sirotti     |
| 2011 | Alessandro Santoni  | Stefano Ghisolfi   | Leonardo Gontero   |
| 2012 | Leonardo Gontero    | Alessandro Santoni | Michel Sirotti     |
| 2013 | Leonardo Gontero    | Alessandro Santoni | Stanislao Zama     |
| 2014 | Leonardo Gontero    | Alessandro Santoni | Ludovico Fossali   |
| 2015 | Leonardo Gontero    | Alessandro Santoni | Gian Luca Zodda    |
| 2016 | Leonardo Gontero    | Ludovico Fossali   | Gian Luca Zodda    |
| 2017 | Ludovico Fossali    | Leonardo Gontero   | Gian Luca Zodda    |
| 2018 | Leonardo Gontero    | Gian Luca Zodda    | Ludovico Fossali   |
| 2019 | Ludovico Fossali    | Gian Luca Zodda    | Alessandro Cingari |
| 2020 | Ludovico Fossali    | Gian Luca Zodda    | Jacopo Stefani     |
| 2021 | Gian Luca Zodda     | Alessandro Boulos  | Marco Rontini      |
| 2022 | Gian Luca Zodda     | Marco Rontini      | Ludovico Fossali   |
| 2023 | Ludovico Fossali    | Luca Robbiati      | Adriano Egidi      |
| 2024 | Daniele Balestrazzi | Alessandro Boulos  | Matteo Zurloni     |

### Donne
| Anno | Oro                    | Argento                | Bronzo            |
| ---- | ---------------------- | ---------------------- | ----------------- |
| 2007 | Jenny Lavarda          | Claudia Battaglia      | Eugenia Pistarà   |
| 2008 | Anna Gislimberti       | Jessica Morandi        | Jenny Lavarda     |
| 2009 | Sara Morandi           | Anna Gislimberti       | Chiara Limonta    |
| 2010 | Sara Morandi           | Anna Gislimberti       | Federica Mingolla |
| 2011 | Claudia Ghisolfi       | Michela Facci          | Chiara Rogora     |
| 2012 | Chiara Rogora          | Sara Morandi           | Michela Facci     |
| 2013 | Sara Morandi           | Martina Zanetti        | Asja Gollo        |
| 2014 | Giulia Fossali         | Silvia Porta           | Martina Zanetti   |
| 2015 | Silvia Porta           | Elisabetta Dalla Brida | Giulia Fossali    |
| 2016 | Elisabetta Dalla Brida | Giorgia Strazieri      | Silvia Porta      |
| 2017 | Giorgia Strazieri      | Martina Zanetti        | Sara Morandini    |
| 2018 | Elisabetta Dalla Brida | Anna Calanca           | Erica Piscopo     |
| 2019 | Anna Calanca           | Beatrice Colli         | Giulia Randi      |
| 2020 | Anna Calanca           | Giulia Randi           | Beatrice Colli    |
| 2021 | Beatrice Colli         | Giulia Randi           | Sofia Bellesini   |
| 2022 | Beatrice Colli         | Giulia Randi           | Sofia Bellesini   |
| 2023 | Beatrice Colli         | Giulia Randi           | Sara Strocchi     |
| 2024 | Giulia Randi           | Alessia Lugli          | Sara Strocchi     |

## Maggiori vincitori di campionati italiani speed
Nelle seguenti tabelle sono indicati tutti gli atleti vincitori di almeno 2 campionati italiani dalla stagione 2007, anno dell'introduzione della struttura ufficiale IFSC. 

### Uomini
| Nome             | Campionati italiani speed |
| ---------------- | ------------------------- |
| Leonardo Gontero | 6                         |
| Ludovico Fossali | 4                         |
| Gian luca Zodda  | 2                         |
| Lucas Preti      | '2                        |

### Donne
| Nome                   | Campionati italiani speed |
| ---------------------- | ------------------------- |
| Beatrice Colli         | 3                         |
| Sara Morandi           | 3                         |
| Anna Calanca           | 2                         |
| Elisabetta Dalla Brida | 2                         |